# Полонуэво
Полонуэво (исп. Polonuevo) — город и муниципалитет на севере Колумбии, на территории департамента Атлантико.

## История
Поселение, из которого позднее вырос город, было основано 18 июля 1758 года. Муниципалитет Полонуэво был выделен в отдельную административную единицу в 1844 году.

## Географическое положение

Муниципалитет Полонуэво

Город расположен на востоке центральной части департамента, в пределах Прикарибской низменности, на расстоянии приблизительно 16 километров к юго-юго-западу (SSW) от города Барранкилья, административного центра департамента. Абсолютная высота — 73 метра над уровнем моря.
Муниципалитет Полонуэво граничит на севере с территорией муниципалитета Маламбо, на западе — с муниципалитетом Бараноа, на юго-западе — с муниципалитетом Сабаналарга, на юге — с муниципалитетом Понедера, на востоке — с муниципалитетами Санто-Томас и Сабанагранде. Площадь муниципалитета составляет 72 км².

## Население
По данным Национального административного департамента статистики Колумбии, совокупная численность населения города и муниципалитета в 2015 году составляла 15 280 человек.
Динамика численности населения муниципалитета по годам:
| 2005   | 2006   | 2007   | 2008   | 2009   | 2010   | 2011   | 2012   | 2013   | 2014   | 2015   |
| ------ | ------ | ------ | ------ | ------ | ------ | ------ | ------ | ------ | ------ | ------ |
| 13 897 | 14 039 | 14 184 | 14 327 | 14 473 | 14 621 | 14 753 | 14 889 | 15 023 | 15 156 | 15 280 |

Согласно данным переписи 2005 года мужчины составляли 51,7 % от населения Полонуэво, женщины — соответственно 48,3 %. В расовом отношении белые и метисы составляли 99,96 % от населения города; негры, мулаты и райсальцы — 0,04 %.
Уровень грамотности среди всего населения составлял 87,5 %.

## Экономика
Основу экономики Полонуэво составляет сельское хозяйство.

52,9 % от общего числа городских и муниципальных предприятий составляют предприятия торговой сферы, 35,9 % — предприятия сферы обслуживания, 9 % — промышленные предприятия, 2,2 % — предприятия иных отраслей экономики.